# Lill-Nordsjön
Lill-Nordsjön är en sjö i Kramfors kommun i Ångermanland och ingår i Ångermanälven-Gådeåns kustområde. Sjön har en area på 0,155 kvadratkilometer och ligger 267,2 meter över havet. Sjön avvattnas av vattendraget Kramforsån (Tvärån).

## Delavrinningsområde
Lill-Nordsjön ingår i det delavrinningsområde (698261-158574) som SMHI kallar för Utloppet av Lill-Nordsjön. Medelhöjden är 301 meter över havet och ytan är 2,34 kvadratkilometer. Det finns inga avrinningsområden uppströms utan avrinningsområdet är högsta punkten. Avrinningsområdets utflöde Kramforsån (Tvärån) mynnar i havet. Avrinningsområdet består mestadels av skog (74 procent). Avrinningsområdet har 0,15 kvadratkilometer vattenytor vilket ger det en sjöprocent på 6,5 procent.